# Administratieve indeling van het Vlaams Gewest
Het Vlaams Gewest is opgedeeld in provincies, arrondissementen, kantons, gemeenten en deelgemeenten.

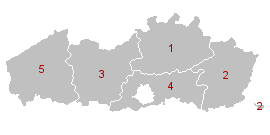
De 5 Vlaamse provincies

De 5 provincies zijn:
|   | Provincie       | Hoofdplaats | Bevolking (1/1/2023) | Opp. km²  | Inwoners per km² |
| - | --------------- | ----------- | -------------------- | --------- | ---------------- |
| 1 | Antwerpen       | Antwerpen   | 1.910.952            | 2.876,12  | 664              |
| 2 | Limburg         | Hasselt     | 895.030              | 2.427,43  | 369              |
| 3 | Oost-Vlaanderen | Gent        | 1.561.316            | 3.007,05  | 519              |
| 4 | Vlaams-Brabant  | Leuven      | 1.187.483            | 2.118,35  | 561              |
| 5 | West-Vlaanderen | Brugge      | 1.220.026            | 3.196,59  | 382              |
| 6 | Totaal          |             | 6.774.807            | 13.625,54 | 497              |

## Provincie Antwerpen
- 69 gemeenten

Arrondissement Antwerpen
- Aartselaar
- Antwerpen
- Boechout
- Boom
- Borsbeek
- Brasschaat
- Brecht
- Edegem
- Essen
- Hemiksem
- Hove
- Kalmthout
- Kapellen
- Kontich
- Lint
- Malle
- Mortsel
- Niel
- Ranst
- Rumst
- Schelle
- Schilde
- Schoten
- Stabroek
- Wijnegem
- Wommelgem
- Wuustwezel
- Zandhoven
- Zoersel
- Zwijndrecht

Arrondissement Mechelen
- Berlaar
- Bonheiden
- Bornem
- Duffel
- Heist-op-den-Berg
- Lier
- Mechelen
- Nijlen
- Putte
- Puurs-Sint-Amands
- Sint-Katelijne-Waver
- Willebroek

Arrondissement Turnhout
- Arendonk
- Baarle-Hertog
- Balen
- Beerse
- Dessel
- Geel
- Grobbendonk
- Herentals
- Herenthout
- Herselt
- Hoogstraten
- Hulshout
- Kasterlee
- Laakdal
- Lille
- Meerhout
- Merksplas
- Mol
- Olen
- Oud-Turnhout
- Ravels
- Retie
- Rijkevorsel
- Turnhout
- Vorselaar
- Vosselaar
- Westerlo

## Provincie Limburg
- 42 gemeenten

Arrondissement Hasselt
- As
- Beringen
- Diepenbeek
- Genk
- Gingelom
- Halen
- Ham
- Hasselt
- Herk-de-Stad
- Heusden-Zolder
- Leopoldsburg
- Lummen
- Nieuwerkerken
- Sint-Truiden
- Tessenderlo
- Zonhoven
- Zutendaal

Arrondissement Maaseik
- Bocholt
- Bree
- Dilsen-Stokkem
- Hamont-Achel
- Hechtel-Eksel
- Houthalen-Helchteren
- Kinrooi
- Lommel
- Maaseik
- Oudsbergen
- Pelt
- Peer

Arrondissement Tongeren
- Alken
- Bilzen
- Borgloon
- Heers
- Herstappe
- Hoeselt
- Kortessem
- Lanaken
- Maasmechelen
- Riemst
- Tongeren
- Voeren
- Wellen

## Provincie Oost-Vlaanderen
- 60 gemeenten

Arrondissement Aalst
- Aalst
- Denderleeuw
- Erpe-Mere
- Geraardsbergen
- Haaltert
- Herzele
- Lede
- Ninove
- Sint-Lievens-Houtem
- Zottegem

Arrondissement Dendermonde
- Berlare
- Buggenhout
- Dendermonde
- Hamme
- Laarne
- Lebbeke
- Waasmunster
- Wetteren
- Wichelen
- Zele

Arrondissement Eeklo
- Assenede
- Eeklo
- Kaprijke
- Maldegem
- Sint-Laureins
- Zelzate

Arrondissement Gent
- Aalter
- Deinze
- De Pinte
- Destelbergen
- Evergem
- Gavere
- Gent
- Lievegem
- Lochristi
- Melle
- Merelbeke
- Moerbeke
- Nazareth
- Oosterzele
- Sint-Martens-Latem
- Wachtebeke
- Zulte

Arrondissement Oudenaarde
- Brakel
- Horebeke
- Kluisbergen
- Kruisem
- Lierde
- Maarkedal
- Oudenaarde
- Ronse
- Wortegem-Petegem
- Zwalm

Arrondissement Sint-Niklaas
- Beveren
- Kruibeke
- Lokeren
- Sint-Gillis-Waas
- Sint-Niklaas
- Stekene
- Temse

## Provincie West-Vlaanderen
- 64 gemeenten

Arrondissement Brugge
- Beernem
- Blankenberge
- Brugge
- Damme
- Jabbeke
- Knokke-Heist
- Oostkamp
- Torhout
- Zedelgem
- Zuienkerke

Arrondissement Kortrijk
- Anzegem
- Avelgem
- Kortrijk
- Heule
- Deerlijk
- Harelbeke
- Kuurne
- Lendelede
- Menen
- Spiere-Helkijn
- Waregem
- Wevelgem
- Zwevegem

Arrondissement Diksmuide
- Diksmuide
- Houthulst
- Koekelare
- Kortemark
- Lo-Reninge

Arrondissement Oostende
- Bredene
- De Haan
- Gistel
- Ichtegem
- Middelkerke
- Oostende
- Oudenburg

Arrondissement Roeselare
- Hooglede
- Ingelmunster
- Izegem
- Ledegem
- Lichtervelde
- Moorslede
- Roeselare
- Staden

Arrondissement Tielt
- Ardooie
- Dentergem
- Meulebeke
- Oostrozebeke
- Pittem
- Ruiselede
- Tielt
- Wielsbeke
- Wingene

Arrondissement Veurne
- Alveringem
- De Panne
- Koksijde
- Nieuwpoort
- Veurne

Arrondissement Ieper
- Heuvelland
- Langemark-Poelkapelle
- Mesen
- Poperinge
- Vleteren
- Wervik
- Ieper
- Zonnebeke

## Provincie Vlaams-Brabant
- 65 gemeenten

Arrondissement Halle-Vilvoorde
- Affligem
- Asse
- Beersel
- Bever
- Dilbeek
- Drogenbos
- Galmaarden
- Gooik
- Grimbergen
- Halle
- Herne
- Hoeilaart
- Kampenhout
- Kapelle-op-den-Bos
- Kraainem
- Lennik
- Liedekerke
- Linkebeek
- Londerzeel
- Machelen
- Meise
- Merchtem
- Opwijk
- Overijse
- Pepingen
- Roosdaal
- Sint-Genesius-Rode
- Sint-Pieters-Leeuw
- Steenokkerzeel
- Ternat
- Vilvoorde
- Wemmel
- Wezembeek-Oppem
- Zaventem
- Zemst

Arrondissement Leuven
- Aarschot
- Begijnendijk
- Bekkevoort
- Bertem
- Bierbeek
- Boortmeerbeek
- Boutersem
- Diest
- Geetbets
- Glabbeek
- Haacht
- Herent
- Hoegaarden
- Holsbeek
- Huldenberg
- Keerbergen
- Kortenaken
- Kortenberg
- Landen
- Leuven
- Linter
- Lubbeek
- Oud-Heverlee
- Rotselaar
- Scherpenheuvel-Zichem
- Tervuren
- Tielt-Winge
- Tienen
- Tremelo
- Zoutleeuw